# Hostal del Vilar
Hostal del Vilar és una masia de Sant Agustí de Lluçanès (Osona) inclosa a l'Inventari del Patrimoni Arquitectònic de Catalunya.

## Descripció
Edifici de planta basilical. La teulada central és a dues vessants i les laterals d'una vessant. A la façana principal hi ha una portalada rectangular de pedra treballada amb una llinda de data 1756. En el segon pis hi han tres voltes d'arc rebaixat on hi ha el graner i al primer pis finestres de pedra treballada. La planta baixa està ocupada pel bestiar. Al costat dret de la casa hi ha un edifici més recent. Davant la casa hi ha un pou i un abeurador de pedra.

## Història
L'Hostal del Vilar dona nom a la fira que es realitza el 28 de setembre, coincidint amb la data que els ramats baixaven de la muntanya per hivernar a la plana. Sembla que la seva celebració es remunta a dos segles enrere. Fins al 1965 fou masoveria del Vilar de Sant Boi.